# センタービル (バージニア州)
センタービル（Centreville）は、アメリカ合衆国バージニア州のフェアファクス郡にある国勢調査指定地域（CDP）。人口は7万3518人（2020年）。ワシントンD.C.の西35キロメートルにあるベッドタウンである。

## 概要
南北戦争に関連した史跡が多い地域である。今日ではワシントン郊外の緑豊かな住宅地であり中流階級の住民が多い。2020年アメリカ合衆国国勢調査によれば、住民の約28パーセントはアジア系アメリカ人だった。これはバージニア州では高い数値である。韓国系、インド系が多かった。鉄道がないため車で通勤する住民が多い。

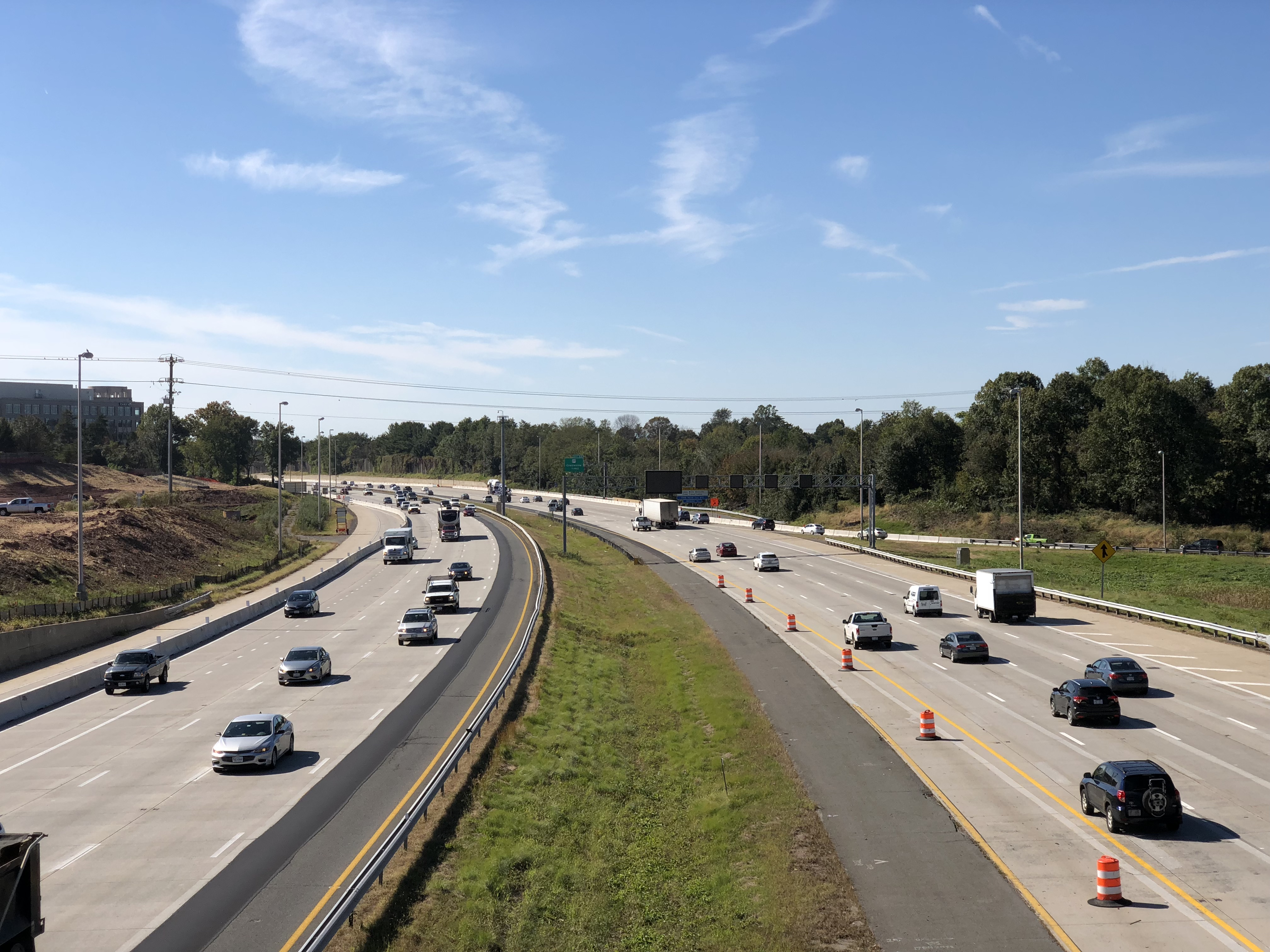
州間高速道路66号線